# Dichaetomyia quadrata
Dichaetomyia quadrata este o specie de muște din genul Dichaetomyia, familia Muscidae. A fost descrisă pentru prima dată de Christian Rudolph Wilhelm Wiedemann în anul 1824. Conform Catalogue of Life specia Dichaetomyia quadrata nu are subspecii cunoscute.